# すぎやまたくや
すぎやま たくや（1987年9月22日 - ）は、日本の俳優、画家。神奈川県出身。U.F.O.カンパニー所属。多摩美術大学環境デザイン学科卒業。

## 来歴・人物
2011年に多摩美術大学環境デザイン学科卒業と同時にニューヨーク AGORA GALLERYにて作家活動を開始。「世の中のものすべてをエネルギーとして捕らえ、相互に干渉しあい、共鳴しあって質を高めている"現実"の様を線の連鎖で描き出すこと」をテーマとして抽象画、動物モチーフ画、イメージ画など手掛ける。
近年では「TAAKK」、「Mother’s Industry」、ジュエリーブランド「Angieperl」といったファッションブランドとのコラボレーションや、アーティスト「Tyme.」や「Lucky strike」のアルバムジャケットデザイン、東急プラザ銀座のセレクトショップ「MARcourt DESIGN EYE」の店舗ディスプレイなど幅広く活動する。
俳優としては、舞台の脚本・演出を手掛けて自身も出演するなど意欲的に発信している。
近年では、行定勲監督映画「ピンクとグレー」や、小路紘史監督映画『ケンとカズ』など立て続けに出演。映画『ケンとカズ』では第70回エディンバラ国際映画祭招待、第18回台北映画祭招待、第28回東京国際映画祭スプラッシュ部門作品賞を受賞している。

## 出演

### 舞台
- MIMICRY（作・演出：ヨリコジュン、2011年10月、新宿ACB会館）
- ZIPPY（作・演出：ヨリコジュン、2012年2月、新宿ACB会館）
- CHORIKO（作・演出：ヨリコジュン、2012年6月、新宿ACB会館）
- メメントモリ（脚本・演出・出演：すぎやまたくや、2012年6月、elm hurst）
- ANARCHIST（作・演出：ヨリコジュン、2013年2月、新宿ACB会館）
- テテントチチト（脚本・演出・出演：すぎやまたくや、2013年7月、中野スタジオあくとれ）
- CHIRINURU（脚本・演出・出演：すぎやまたくや、2014年5月、ウェストエンド）
- ペレストロイカ（脚本・演出・出演：すぎやまたくや、2015年1月、渋谷七面鳥）

### 映画
- ピンクとグレー（監督：行定勲、2016年1月公開）
- ケンとカズ（監督：小路紘史、太秦、2016年10月公開） - 国広 役
- 少女邂逅（監督：枝優花、2017年8月公開、新宿ケイズシネマ）
- 『滑走路』(2020年11月公開、KADOKAWA) 水彩画制作

### 映像
- ASIAN KUNG-FU GENERATION「RIGHT NOW」 MV（2015年10月）